# 8 de setembro na Igreja Ortodoxa

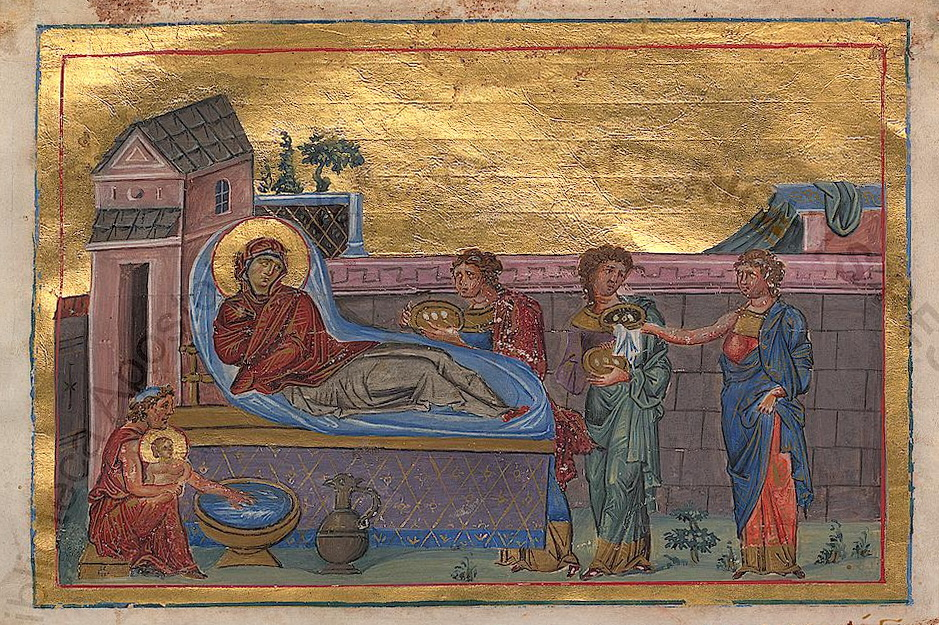
Iluminura da Natividade da Mãe de Deus, do Menológio de Basílio II, do século XI.

Esta página trata das comemorações relativas ao dia 8 de setembro no ano litúrgico ortodoxo.
Todas as comemorações fixas abaixo são comemoradas no dia 21 de setembro pelas igrejas ortodoxas sob o Velho Calendário. No dia 8 de setembro do calendário civil, as igrejas sob o Velho Calendário celebram as comemorações listadas no dia 26 de agosto.

## Festas
- Natividade de Nossa Santíssima Senhora, a Mãe de Deus e Sempre-Virgem Maria.[1][2][3][4][5][6][7][8]

## Santos
- Mártires Rufo, Rufiano, Severo e Artemidoro, pela espada[5][7][9][10][11][12]
- Santo Anastácio II, Papa de Roma (498)[13]
- São Kingsmark ('Kinemark, Cynfarch), discípulo de São Dubrício (século V)[7][13]
- Santa Etelburga de Kent (Æþelburh), filha do Santo Rei Etelberto de Kent (c. 647)[13]
- São Disibodo (Disibode, Disen, Disibod), fundador do Mosteiro de Disibodenberg (c. 700)[13]
- São Sérgio, Papa de Roma (701)[13]
- São Corbiniano, primeiro Bispo de Frisinga (c. 730)[13]
- Santo Rei Ine de Wessex e sua esposa Santa Etelburga (c. 740)[3][7][13]
- São Serapião, monge do Mosteiro de Spaso-Eleazar, ao norte de Pskov (1481)[3][7][14]
- São Luciano, abade de Alexandrov (1654)[3][7]
- Novo Mártir Atanásio de Tessalônica (1774)[3][5][10][15][16]
- São Sofrônio, Bishop of Achtaleia, na Ibéria (1803)[3][5][7][10][17]
- Novo Mártir Alexandre Jacobson, em Solovki (1930)[3][7][18]
- Novo Mártir Demétrio, presbítero (1937)[7]
- Santos João (Ioane Maisuradze), arquimandrita (1957), e Jorge (Giorgi Mkheidze), arquimandrita-schema (1960), confessores da Geórgia.[3][7][8][19][20]

## Outras comemorações
- Ícones da Santíssima Mãe de Deus:
  - Kholmsk (século I)[3][7][8][21][22]
  - Raízes de Kursk (Nossa Senhora de Kursk) (1295)[3][8][23][24]
  - Syamsk (1524)[3][7][8][21]
  - Pochaiv (1559)[25][3][7][8][21]
  - Glinsk (século XVI)[3][7][8][21]
  - Lukianov (16th century)[3][7][8]
  - Isaakov (1659)[3][7][8]
  - Domnitsk (1696)[3][7][8]
  - Lesna (Lesninsk) (1696)[3][7][8][21]
  - "Kathariotissa", em Ítaca (c. 1696)[26][27]
  - Kalishta (século XVIII)[28][29]
  - Ícone de Sophia, Sabedoria de Deus (Kiev).[8][21][30]
  - Sinaxe da Mãe de Deus, em diversas partes da Grécia.[10][10]
- Translação das relíquias de São Grimaldo, abade em Winchester[7]
- Repouso do Arcebispo Dionísio de Ufa (1896)[3]
- Repouso do Ancião Daniel de Katounakia, Monte Athos[3]
- Repouso do Presbítero Demétrio Bejan, da Romênia (1995)[3]